# Dżafar as-Sadik
Dżafar ibn Muhammad as-Sadik (arab. ‏جعفر بن محمد الصادق‎, Ǧaʿfar ibn Muḥammad aṣ-Ṣādiq; ur. 23 kwietnia 702 w Medynie, zm. 7 grudnia 765 tamże) – muzułmański teolog i prawnik, według szyitów (imamitów i ismailitów) szósty prawowity przywódca muzułmańskiej wspólnoty.
Prawnuk Husajna, wnuk Alego ibn Husajna, syn Muhammad al-Bakira. Eponimiczny twórca szyickiej jurysprudencji, dżafaryckiej szkoły prawa, której zasad przestrzegają współcześni szyici – imamici, część ismailitów i niektórzy zajdyci. Rozwinął, dopracował bądź opracował doktrynę nass (wskazywanie kolejnego imama przez poprzedniego przy pomocy boskiego natchnienia), a także isma (nieomylność imamów), zajął się także konceptem takijji. Spór o sukcesję po jego śmierci doprowadził do podziału w szyickiej społeczności. Mniejszość szyitów poparła imamat starszego syna, zmarłego jeszcze przed ojcem, Isma’ila, a większa część jego żyjącego syna – Musę.